# افسانه محبت
افسانه محبت داستانی برای نوجوانان، نوشتهٔ صمد بهرنگی است. این داستان در زمستان سال ۱۳۴۶ انتشار یافت.
افسانهٔ محبت رواگر قصهٔ پسر چوپانی به نام قوچ‌علی است که عاشق دختر پادشاه می‌شود، ولی به خاطر اختلاف طبقاتی از دربار رانده می‌شود. پس از مدتی دختر پادشاه بیمار می‌شود و حکیمی به پادشاه می‌گوید برای درمانش باید «افسانه محبت» برای دختر بازگو ولی هیچ افسانه‌ای در آن شهر پیدا نمی‌شود. حکیم پادشاه را به سراغ چوپانی در دل کوه‌ها و دشت‌ها می‌فرستد تا به‌واسطه‌ی او دختر را از بیماری نجات دهند.
بهرنگی در این اثر معضلات ناشی از اختلاف طبقاتی را به تصویر می‌کشد و از تفاوت  زندگی طبقات متوسط و مرفه جامعه سخن می‌گوید.

## ترجمه‌ها
این کتاب توسط احسان‌الله آریَنزَی در مجموعه‌ای سه‌داستانه با نام «دَ مَیَنی افسانه» به زبان پشتو ترجمه شده‌است.
همچنین این کتاب در سال ۲۰۰۲ با نام «ئه‌فسانهٔ خۆشه‌ویستی» به زبان کردی (سورانی) ترجمه شده است.